# Raffaello Giovagnoli

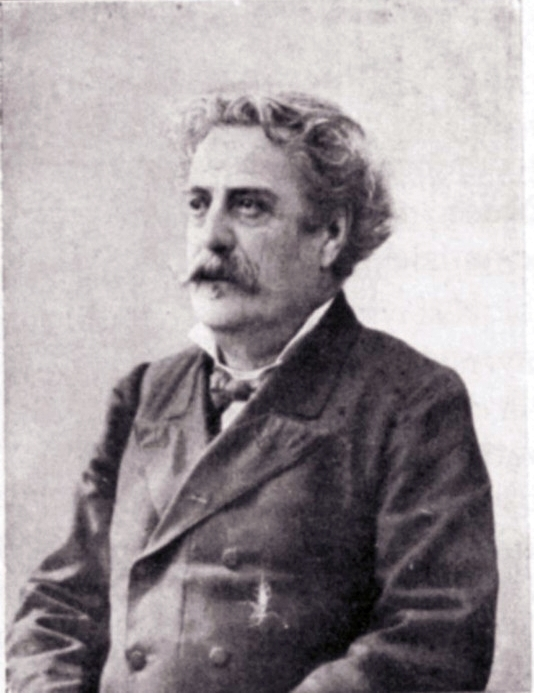
Raffaello Giovagnoli

Raffaello Giovagnoli (auch Raffaele Giovagnoli, * 13. Mai 1838 in Rom; † 15. Juli 1915 ebenda) war ein italienischer Schriftsteller und Historiker.
Giovagnoli war Mitkämpfer Giuseppe Garibaldis in den Befreiungskriegen 1859, 1860 und 1866.
Sein bekanntestes Werk ist das 1874 erschienene, zweibändige Spartaco (in Deutsch Spartacus, Feldherr der Sklaven).

## Werke (Auswahl)
- Faustina (1881)
- Spartaco (1874, 2 Bände, dt.: Spartacus, Feldherr der Sklaven)
- Messalina (1885)
- Publio Clodio (1905)